# 1470년대
1470년대는 1470년부터 1479년까지를 가리킨다.